# Port d'Ibiza
Pour les articles homonymes, voir Port (homonymie) et Ibiza (homonymie).
Le port d'Ibiza ou port d’Eivissa est un port de plaisance, de croisière, de commerce, et de pêche de la ville d'Ibiza (Eivissa) capitale d'Ibiza des îles Baléares en Espagne.

## Histoire
Le port historique d’Ibiza est fondé durant l'Antiquité par les Phéniciens, dans une baie protégée de la mer des Baléares, au pied de la ville haute d'Ibiza, aux portes du centre-ville historique, et à 10 km de l’aéroport d'Ibiza.

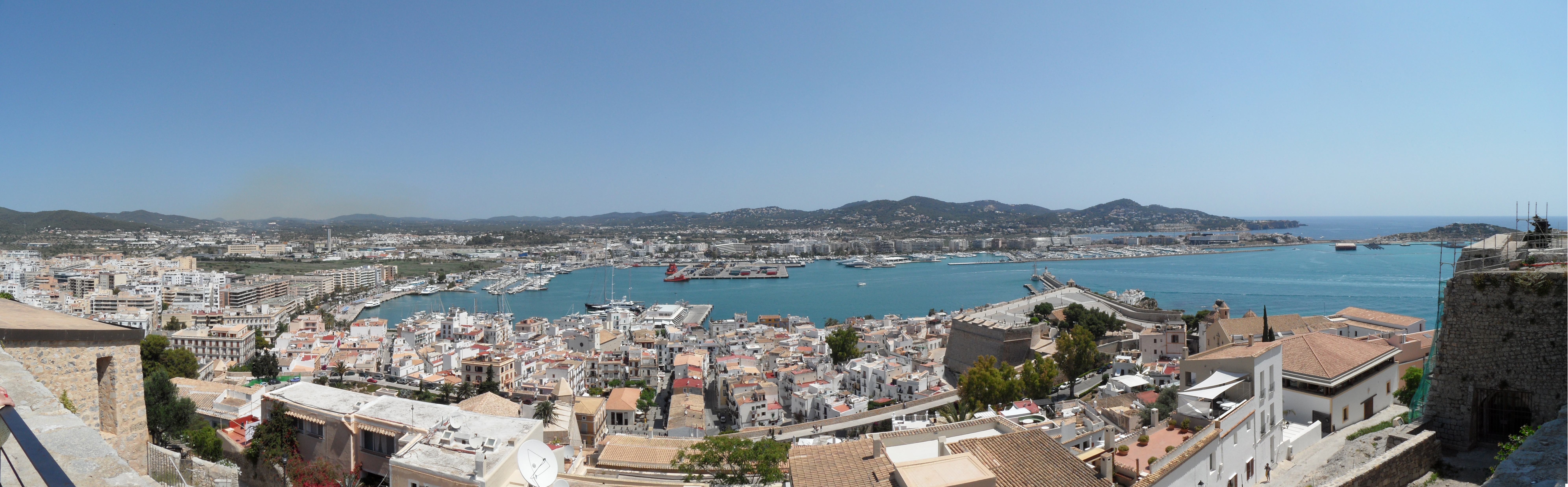

Ce vaste port est entre autres constitué de quais de navire de croisière, de zones de transport de marchandises, et de port de plaisance (dont deux principaux : marina Ibiza et marina Botafoch) avec environ 1 400 amarres pour des bateaux de plaisance et yacht.

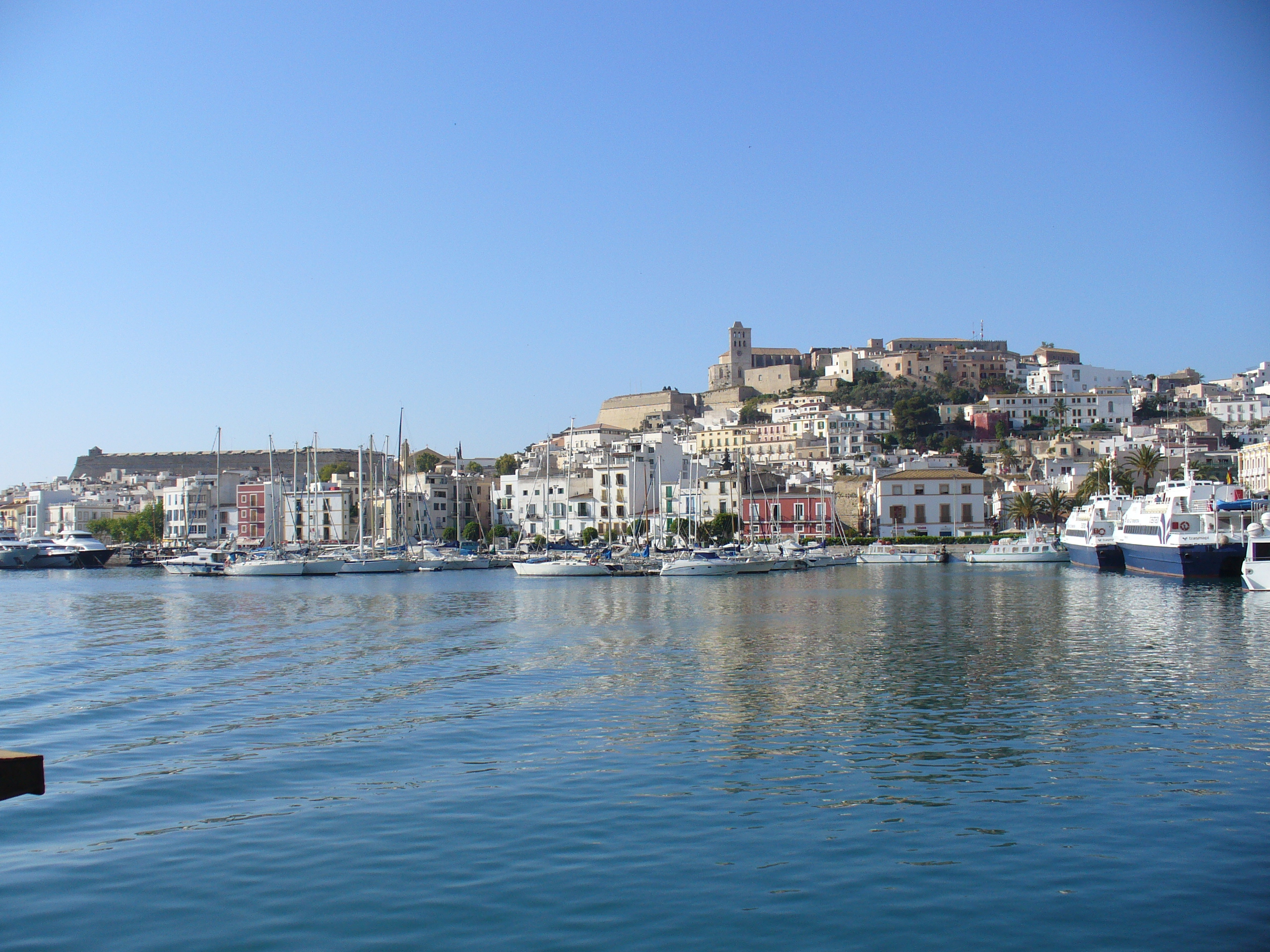
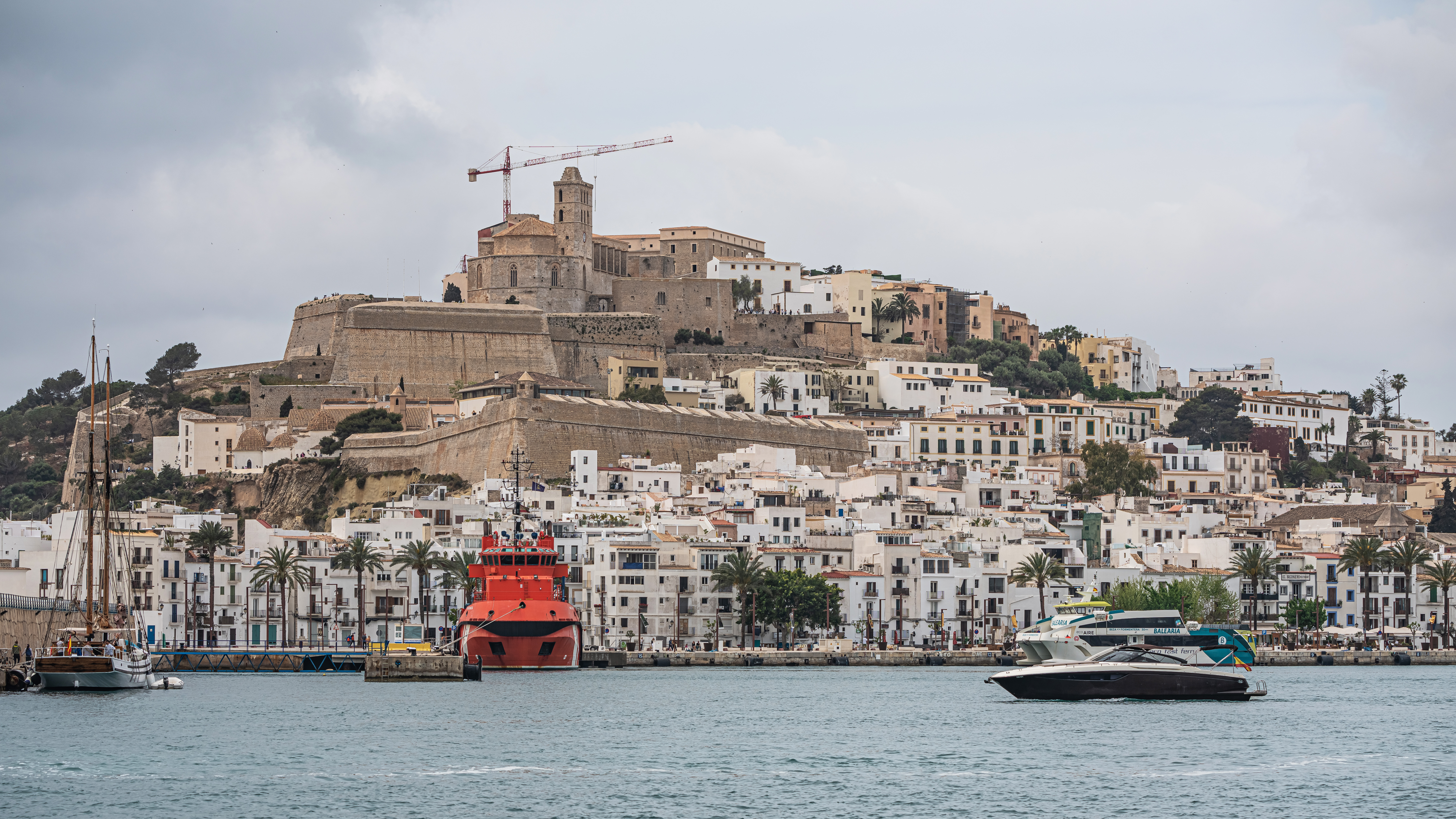
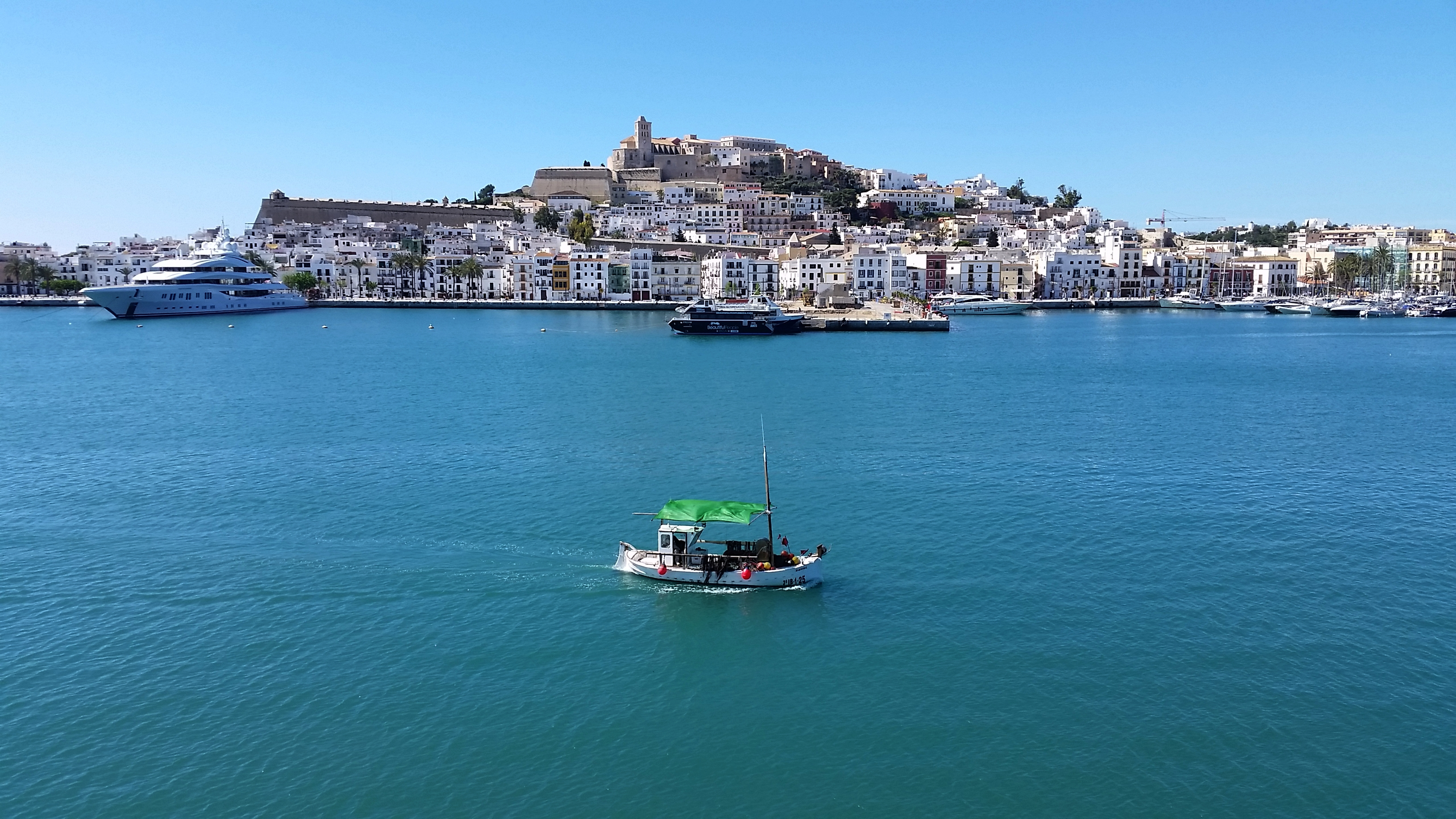

L'entrée du port est signalée par le phare de Botafoc. Il assure des lignes de ferrys régulières vers Barcelone, Valence, Dénia et les autres îles Baléares.
Il est classé depuis 1999 au patrimoine mondial de l'Unesco avec la ville haute d'Ibiza.